# Adolf Heitmann (Schriftsteller)

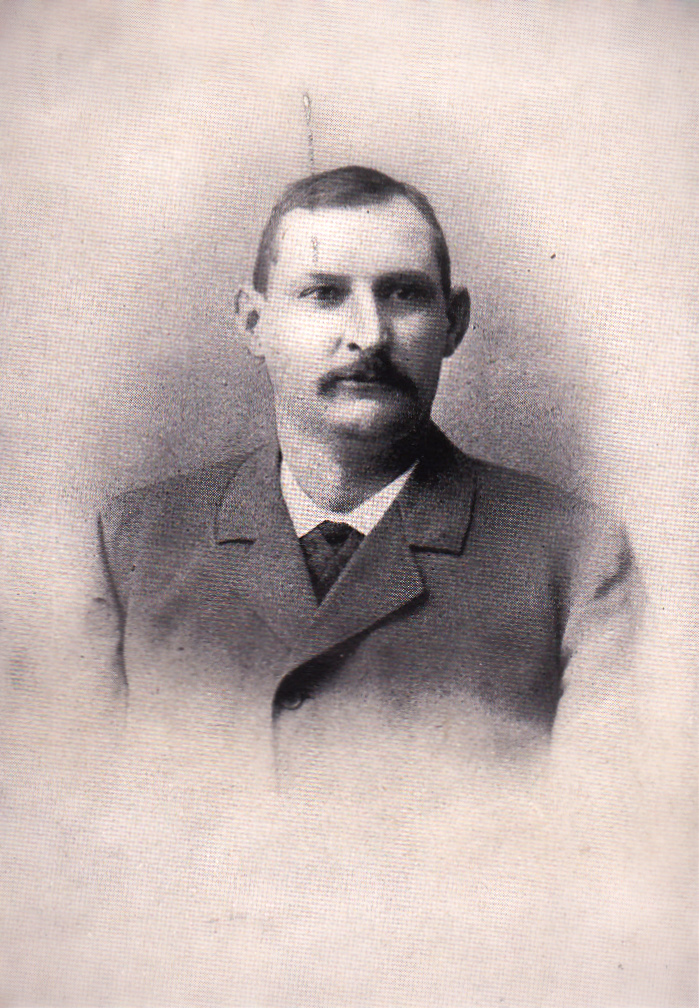
Adolf Heitmann

Adolf Heitmann (* 12. September 1858 in Diesdorf; † 16. Dezember 1946 in Schleibnitz) war ein deutscher Pädagoge und Schriftsteller.

## Leben
Heitmann wurde als Sohn eines Bauern geboren. Nach dem Besuch der Volksschule in seinem Geburtsort, wurde er von 1876 bis 1878 auf einem Lehrerseminar ausgebildet. 1878 trat er in Pöhlde seine erste Anstellung als Lehrer an. Danach wurde er Lehrer an der Salbker Schule. In Salbke blieb er, bis er 1895 Lehrer in Altenweddingen wurde.
1895 veröffentlichte er unter dem Pseudonym Ernst Volksmann sein Werk Vermächtnisse eines armen Mädchens. Bekenntnisse einer Bergmannstochter. Das Buch enthält 252 Briefe der Marie Müller einer gebildeten Bergmannstochter an ihren Verlobten, den Herausgeber. Das Buch wurde ein Erfolg und von der Kritik positiv beurteilt. Es beleuchtet die sozialen Verhältnisse der Zeit in den 1880er Jahren und behandelt die Stellung der Frau und das Leben von Dienstboten. Im Jahr 1910 veröffentlichte er eine zweite als Volksausgabe bezeichnete Auflage, in der er seinen Klarnamen bekennt.
1912 sollte er nach Roklum bei Halberstadt versetzt werden, was aufgrund seines Ansehens zu Widerspruch und einer Massenpetition führte, wonach die Versetzung unterblieb. 1914 wurde er in das nahe gelegene Schleibnitz versetzt. 1923 trat er in den Ruhestand. Er verstarb 1946 in Schleibnitz.

## Werke
- (Herausgeber) Vermächtnisse eines armen Mädchens. Bekenntnisse einer Bergmannstochter, 1895